# كارلو بيتريني (لاعب كرة قدم)
كارلو بيتريني (بالإيطالية: Carlo Petrini)‏ لاعب كرة قدم ايطالي (ولد في مونتيسانو من العام 1948) أحرز مع نادي ميلان لقب دوري ابطال أوروبا عام 1969 و تم ايقافه بسبب التلاعب في نتائج المباريات عام 1980 حيث اعتبر بتريني واحد من اللاعبين المسؤولين عن هذه التلاعب.